# Samuel Pisar
Samuel Pisar, né le 18 mars 1929 à Białystok (Pologne) et mort le 27 juillet 2015 à New York aux États-Unis, déporté à 13 ans, libéré à 16 ans, est l'un des plus jeunes survivants de la Shoah. Devenu avocat international, conseiller du président Kennedy, il fut un militant de la mémoire de la Shoah.

## Biographie

### Jeunesse
Fils de David Pisar et d'Helaina Suchowolski, Samuel naît dans une famille polonaise aisée, au sein de laquelle on parle le polonais, le yiddish, le russe, l'anglais et le français
Paris l'amuse, anagramme de son nom est un jeu à la maison, une partie de sa famille est à Paris et a fait des études à la Sorbonne. En 1939, alors que la partie de la Pologne où il habite est occupée par l'URSS, il va à l'école russe.

### Pendant laSeconde Guerre mondiale
En 1941, lors de l'occupation par les Allemands, David Pisar, son père est arrêté et exécuté, tandis que sa mère et sa petite sœur Frida sont déportées vers le camp d'extermination de Treblinka. Lui-même est déporté successivement dans les camps de Majdanek, d'Auschwitz puis de Dachau. Il évoque cette période comme un enfer : « J'étais si jeune dans l'enfer que je n'avais pas grand chose à transformer. Ma colonne vertébrale intellectuelle et psychique était si souple qu'elle ne s'est pas brisée. »

### Formation et carrière
La guerre terminée, il est retrouvé par son oncle Léo Sauvage et sa femme Barbara qui l'accueillent en France.
Il s'installe peu après en Australie, chez deux de ses oncles, où il commence à étudier. Après avoir obtenu un diplôme d'avocat de l'université de Melbourne, il part pour les États-Unis où il décroche un doctorat de l'université Harvard, avant de retourner en France où il reçoit un doctorat de la Sorbonne. Samuel Pisar recevra par la suite plusieurs hautes distinctions académiques dans d'autres universités.
En 1961, il devient citoyen américain par vote du Congrès des États-Unis, pour avoir joué un rôle important dans l'équipe du président John F. Kennedy : conseiller en économie étrangère, auprès du département d'État des États-Unis et autres comités du Sénat et de la Chambre des représentants. Il s'implique dans des institutions publiques telles que la Brookings Institution de Washington.
Il se spécialise comme avocat international dans les relations entre les blocs de l'Est et de l'Ouest et publie Les Armes de la paix en 1970. Dans ce livre, il soutient la thèse que l'intensification des relations économiques entre l'Union soviétique et l'Occident diminue les risques de conflit. Raymond Aron qualifie alors cette théorie de « radicalement fausse » dans son livre Le Spectateur engagé.

### Mémoire de la Shoah
Samuel Pisar participe à plusieurs actions commémorant les victimes de la Shoah. 

« Aujourd'hui, survivant des survivants, je ressens une obligation de transmettre les quelques vérités que j'ai apprises lors de mon passage dans les bas-fonds de la condition humaine, puis sur quelques-uns de ses sommets. Personne ne peut vivre ce que j'ai vécu sans ressentir le besoin d'alerter les nouvelles générations sur les dangers qui peuvent détruire leur univers, comme ils ont jadis détruit le mien. »

Ses mémoires autobiographiques, Le Sang de l'espoir (Of Blood and Hope) furent plébiscitées.
En 1995, lors du 50e anniversaire de la victoire des Alliés en Europe, l'histoire de Samuel Pisar fut relatée par Bill Clinton, pendant que Jacques Chirac le citait dans le discours historique du 16 juillet 1995, traduisant la volonté de la France d'assumer sa responsabilité dans les crimes commis par le régime de Vichy à l'encontre du peuple juif.
En 2007, Samuel Pisar a présidé la cérémonie officielle de commémoration de Yom HaShoah à Paris.
Samuel Pisar meurt d'une pneumonie le lundi 27 juillet 2015 à New York,.

### Vie privée
Samuel Pisar s'était marié en premières noces le 30 décembre 1955 avec Norma Marmorston, qui donnera naissance à deux filles, Helaina et Alexandra, puis en secondes noces, le 2 septembre 1971, à Judith Frehm avec laquelle il aura une autre fille, Leah. 
Sa fille Leah Pisar, qui fut conseillère et directrice de la communication au Conseil de sécurité nationale pendant la présidence de Bill Clinton, épouse le haut fonctionnaire français Jérôme Haas. 
Par son épouse Judith Frehm, Samuel Pisar est par ailleurs le beau-père d’Antony Blinken, né en 1962 du premier mariage de sa mère ; Blinken est devenu en janvier 2021 le secrétaire d'État américain dans l'administration du président Joe Biden. 

## Prix et distinctions
Samuel Pisar a reçu de nombreuses distinctions. Il est entre autres :
- Grand officier de la Légion d'honneur ;
- Officier de l'ordre des Arts et des Lettres ;
- Commandeur de l'ordre du Mérite de la république de Pologne ;
- Officier de l'ordre d'Australie.

Samuel Pisar est membre honoraire de The International Raoul Wallenberg Foundation.

## Hommages
Par délibération du Conseil de Paris de février 2024, l'une des allées des jardins de l'avenue Foch, près du square de l'Avenue-Foch où il habitait, dans le 16e arrondissement, a pris le nom d'allée Samuel-Pisar. Elle est inaugurée le 4 juillet suivant, à l'occasion de la fête nationale américaine.

## Ouvrages
- Les Armes de la paix, Paris, Denoël, 1970.
- Transaction entre l'Est et l'Ouest, Paris, Dunod, 1972.
- Le Sang de l'espoir, Paris, Robert Laffont, 1979. Réédition, Paris, Robert Laffont, 2003.
- La Ressource humaine, Paris, Jean-Claude Lattès, 1983. Éd. poche, Paris, Hachette, coll. « Le Livre de poche », no 5937.